# 广西蛇根草
广西蛇根草（学名：Ophiorrhiza kwangsiensis）是茜草科蛇根草属的植物，为中国的特有植物。分布在中国大陆的广西等地，一般生长在林下阴湿处，目前尚未由人工引种栽培。